# Козлятник лікарський

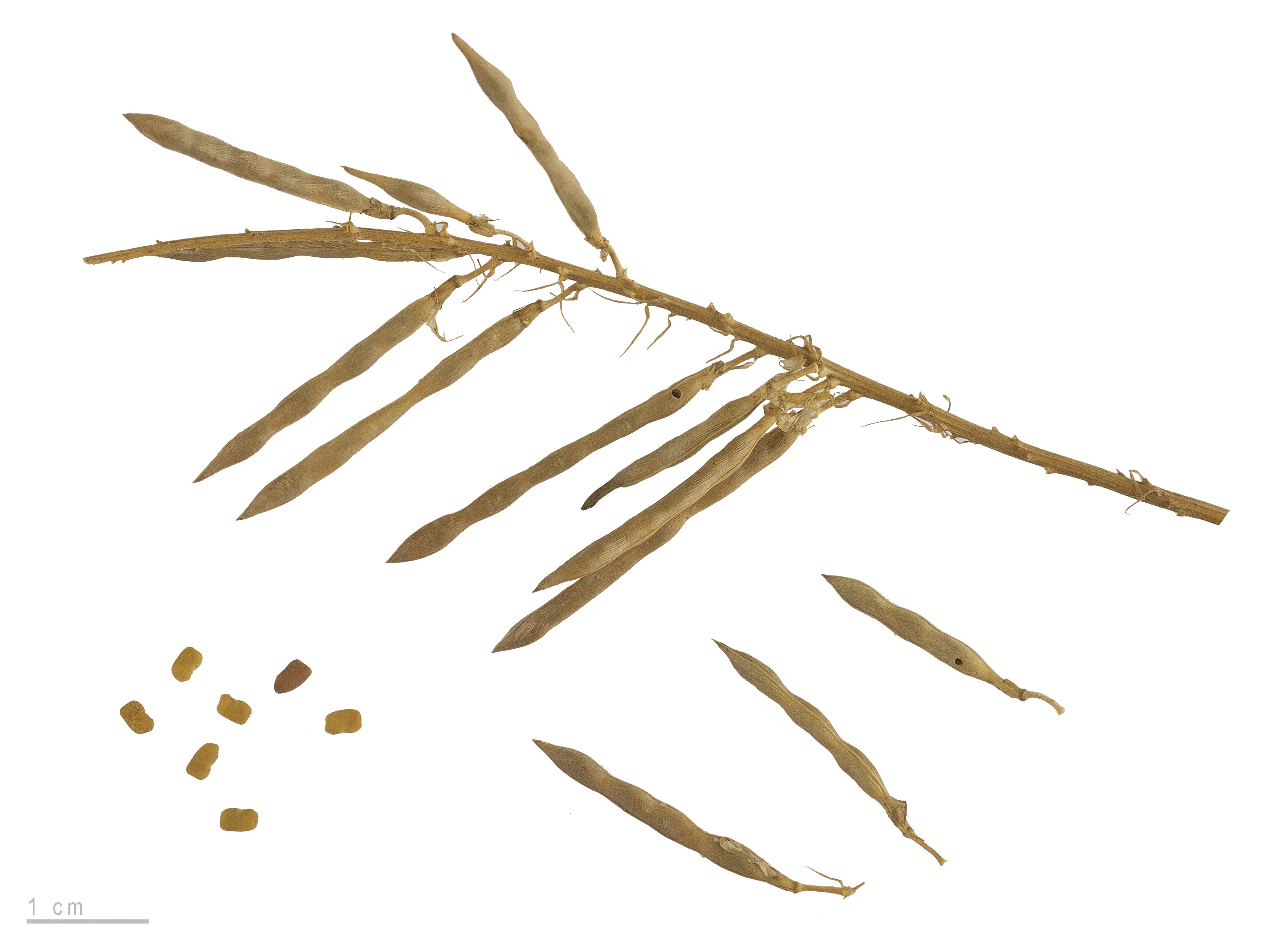
Galega officinalis — Тулузький музей

Козля́тник лі́карський (лат. Galega officinalis L.)

## Ботанічні характеристики
Багаторічна трав'яниста рослина заввишки до 40 —90 см, рідше до 1,5 м. Корінь стрижневий, з коротким багатоголовим кореневищем. Стебла численні, прямостоячі, гіллясті, густо вкриті листям, голі або вкриті розсіяними волосками. Листки з прилистками, непарноперисті, черешкові, 5 — 20 см завдовжки, з 5 —10 парами лінійно-ланцетних листочків. Квітки численні, зібрані в густі, що перевищують довжину листків, пазушні китиці, досягають 8 —27 см у довжину. Віночок метеликовий, близько 1 см завдовжки, ясно-блакитний, зрідка білий. Плоди — багатонасінні, голі, 2 — 4 см завдовжки. Цвіте в червні — серпні.

## Поширення
Росте на вологих суглинистих ґрунтах, особливо добре почуває себе на деградованих ґрунтах. Росте на берегах річок, по чагарниках, на вологих місцях і узліссях у горах Криму, на плавневих солонцях у пониззі Дніпра, зрідка — на півдні Лісостепу і в степових районах Правобережжя.

## Фармакологічні властивості
Всі органи рослини містять в собі алкалоїди. Для лікування застосовується трава (лат. Herba galegae). З насіння виділено алкалоїд галагін, лютеолін та його глюкозид галутеолін. В траві міститься алкалоїд пеганін і сапоніни. Застосовується як сечогінне і потогінне, а також для посилення секреції молока і для лікування діабету.

## Заготівля
Використовують траву (Herba Galegae).
Траву збирають в червні — серпні під час цвітіння зрізуючи верхні трав'янисті частини; насіння — після достигання, в серпні — вересні. Сушать траву під наметом або в сушарці при температурі до 40°. З 4 кг сирої трави виходить 1 кг сухої. Зберігають у сухому місці.
Рослина неофіцинальна.